# Aphelinus curvifasciatus
Aphelinus curvifasciatus är en stekelart som beskrevs av Huang 1994. Aphelinus curvifasciatus ingår i släktet Aphelinus och familjen växtlussteklar. Inga underarter finns listade i Catalogue of Life.